# بسی پرافاده
بسی پُـرافاده (انگلیسی: Terribly Stuck Up) یک فیلم کمدی صامت کوتاه به کارگردانی هال روچ است که در سال ۱۹۱۵ منتشر شد. از بازیگران این فیلم می‌توان به هارولد لوید اشاره کرد.